# 프로텍티브 에지 작전
프로텍티브 에지 작전(히브리어: מִבְצָע צוּק אֵיתָן, Mivtza' Tzuk Eitan)은 2014년 7월 8일 시작한 하마스 통치 하에 있던 가자 지구에서 이스라엘 방위군이 시작한 작전이다. 유엔에 따르면, 적어도 팔레스타인에서 민간인 572명이 사망했다고 밝혔다. 또한, 유엔 인도주의 업무 조정국에 따르면 사망자 중 77%가 민간인이며, 그 중 26%가 어린이라고 말했다. 가자 지구 보건부에 따르면 이스라엘의 공격 이후 팔레스타인인 3,600 명이 부상을 입었다고 말했다. 반면, 이스라엘 측은 108명이 부상을 입었으며 사망자는 군인18명, 민간인2명이다.
이 작전은 2014년 6월 요르단강 서안 지구에서 일어난 이스라엘 10대 3명이 납치된 2014년 이스라엘 10대 납치 살해 사건을 원인으로 이스라엘이 하마스를 비난하면서 발생했다.

## 같이 보기
- 2014년 이스라엘
- 2014년 팔레스타인
- 이스라엘-팔레스타인 충돌의 역사
- 이스라엘 방위군의 군사 작전
- 루프 노킹 (Roof knocking)